# Sheron Dayoc
Sheron Dayoc (Zamboanga, 1981) è un regista e artista filippino.

## Biografia
Sheron Dayoc nasce nel 1981 a Mindanao, la più grande isola delle Filippine. Studia all'università del Philippines Film Institute e poi alla Asian Film Academy di Pusan.
Il suo primo cortometraggio, Angan-Angan, vince la Menzione Speciale della Giuria al Cinemalaya Film Festival 2008 e partecipa a vari festival europei. Ways of the Sea è il suo primo lungometraggio, che gli vale i premi di Miglior Film e Miglior Regia al Cinemalaya 2010 ed è presentato prima al Festival di Pusan e poi al Forum della Berlinale nel 2011.

## Filmografia
- Angan-Angan - cortometraggio (2008)
- A Waver's Tale - cortometraggio (2009)
- Ways of the Sea (2010)